# Daniel Iordăchioaie
Daniel Iordăchioae (n. 9 iulie 1968, Ștefănești, județul Argeș) este un cântăreț, compozitor și textier român.

## Activitate
Încă din copilărie primește o educație muzicală: de la cinci ani ia lecții de chitară. În perioada 1973-1980, urmează cursurile Școlii Populare de Artă din Pașcani. În 1980 își face debutul în formația Gramofon. În 1987, participă la Festivalul Național de muzică ușoară de la Mamaia și tot în același an apare pe un disc split cu interpreta Denise Roman. Participă la diferite concursuri muzicale de la Sibiu, Pitești, Costinești, etc. În 1987 reprezintă România la concursul Intertalent de la Praga. Tot la Praga, doi ani mai târziu, participă la concursul muzical „ORDA”. În 1989 participă la Festivalul Tineretului și Studenților din Coreea de Nord. Tot în același an face mai multe turnee în Germania. În 1992 participă la concursul „Serbările primăverii”. Începând din anul 1992 timp de un an participă în mai multe turnee din Finlanda, Suedia, Norvegia. Din anul 1994 este angajat la Teatrul Toma Caragiu din Ploiești unde a apărut în peste 10 premiere. Este momentul în care îi cunoaște pe Adrian Enache și Aurelian Temișan. Pentru Adrian Enache scrie chiar compoziții muzicale. Semnează versuri pentru muzica lui Viorel Gavrilă, Elena Cârstea, Mihai Vanica, Petre Geambașu. Prezintă mai multe emisiuni la TVR: Album duminical (1996); Ba da ba nu (1997-2000), Seara porților deschise (1998, împreună cu Adrian Enache și Aurelian Temișan), Bucureștiul de altădată (1998), Tip-top minitop (1998), Prietenii lui Piticot (2000-2001).

## Repertoriu
- Între noi e o stea. Muzica: Dumitru Lupu; Text: Mala Barbulescu
- Mă-ntorc la tine mare albastră. Muzica Dumitru Lupu; Text: Viorela Filip
- Dacă într-o zi mă vei iubi. Muzica Ion Cristinoiu; Text: Ovidiu Dumitru
- Frumoasa doamnă Angela. Muzica Ion Cristinoiu
- Am fost actor. Muzica Dan Iagnov; Text: Dan V. Dumitriu
- Doar pentru noi. Muzica și text: Capriel Dedeian
- Seară frumoasă de vară. Muzica și text: Temistocle Popa
- Românie & interpret: Otilia Rădulescu. Muzica și text: Temistocle Popa
- E,E,E Iubire, Crede în iubire. Muzica Dani Constantin
- Moldovean Blues, Protest, Zile și nopți (interpret Adrian Enache), O fetiță ștrengăriță, Parfumul de șoapte, Muzica: Daniel Iordăchioaie

## Discografie
- 1987: Daniel (vol 1)
- 1989: Daniel (vol.2)
- 1992: Acel paradis pierdut
- 1996: Moldovean blues
- 2009: Best of Daniel Iordachioaie